# Spathuliger glabricollis
Spathuliger glabricollis là một loài bọ cánh cứng trong họ Cerambycidae.